# Aeropuerto Internacional de Tocumen
El Aeropuerto Internacional de Tocumen (IATA: PTY, OACI: MPTO) está localizado a 24 kilómetros del centro de la Ciudad de Panamá, capital del país homónimo.
Es una de las terminales aéreas más importantes de América Latina por número de destinos. Opera vuelos desde y hacia más de 70 ciudades de América, Asia y Europa, incluyendo los países de Barbados, Las Bahamas, Guyana y Belice, siendo este el único aeropuerto en Latinoamérica con dichos destinos. Es también el hub principal de operaciones de Copa Airlines
En 2006 se llevó a cabo un importante programa de expansión y renovación con el objetivo de modernizar y mejorar sus servicios. La segunda fase de expansión del aeropuerto comprendía la construcción del "muelle norte" que ha permitido al aeropuerto aumentar su capacidad en un 50%, permitiéndole ahora manejar hasta 7 millones de pasajeros por año. Dicha expansión fue entregada en abril de 2012 y ya esta en operaciones. Se inauguró en septiembre de 2022.

## Historia

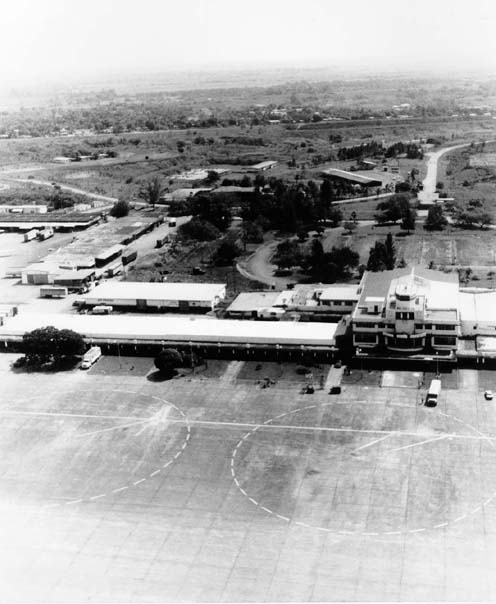
Vista aérea del Aeropuerto Internacional de Tocumen en 1990, después de la invasión estadounidense de Panamá en 1989.

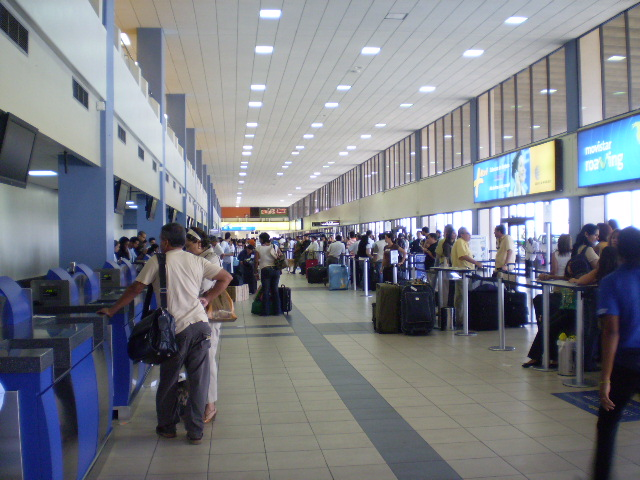
Mostradores de documentación del aeropuerto.

El primer Aeropuerto Internacional de Tocumen fue inaugurado el 1° de junio de 1947, por el presidente Enrique Adolfo Jiménez Brin, e inició sus operaciones con las obras a medio terminar. Los edificios de la administración y la terminal fueron inaugurados siete años después. 
El primer aeropuerto, que es utilizado hoy en día como Terminal de Carga, fue construido en un área de 7.2 kilómetros cuadrados y se encuentra a 41 metros sobre el nivel del mar.
Dada la historia de Panamá como un país de tránsito favorecida por su localización geográfica, aquella terminal fue demasiado pequeña para la demanda de operaciones aéreas. Esto motivó planes de expansión de la terminal, los cuales nunca se llevaron a cabo. En su lugar fue planificada otra terminal. La construcción empezó en 1971. El río Tocumen fue desviado de su curso original para la construcción de la nueva terminal.
La nueva terminal, también denominada Aeropuerto Internacional de Tocumen, fue inaugurado el 15 de agosto de 1978. El vuelo inaugural fue el 5 de septiembre del mismo año.
El nombre del aeropuerto fue cambiado en 1981 a Aeropuerto Internacional Omar Torrijos, en honor al líder panameño, y fue restablecido posteriormente luego de la abolición de la dictadura militar local por la invasión norteamericana de 1989.
El Aeropuerto Internacional de Tocumen está entre los pocos en la región con dos pista de aterrizaje, dado que la pista de la anterior terminal es utilizada permanentemente por los aviones de carga y vuelos privados o puede ser utilizada como pista alternativa a la pista principal en momentos de mucha demanda.
La pista principal de Tocumen es de 3,050 metros de largo y es utilizada principalmente por las aerolíneas comerciales.
Hasta el 31 de mayo de 2003 la administración del aeropuerto estaba bajo la Dirección de Aeronáutica Civil (actual Autoridad Aeronáutica Civil). A partir del 1° de junio de 2003, una nueva organización administrativa fue creada por la ley N.° 23 del 29 de enero de 2003, permitiendo la creación de una compañía denominada Aeropuerto Internacional de Tocumen S.A. que actualmente administra el aeropuerto. Esta ley fue parte de una serie de leyes que reorganizaron todo el sector aeronáutico de Panamá. 
Tocumen es un importante complejo y centro de conexión para vuelos que se dirigen hacia y desde el Caribe, Sudamérica, Norteamérica y Centroamérica. Además, ciudades europeas como Ámsterdam, Fráncfort, París, Madrid y Estambul son servidas. Tocumen es el centro de conexión de la aerolínea internacional de Panamá, Copa Airlines y de su filial colombiana Copa Airlines Colombia, antes AeroRepública.

## Expansión

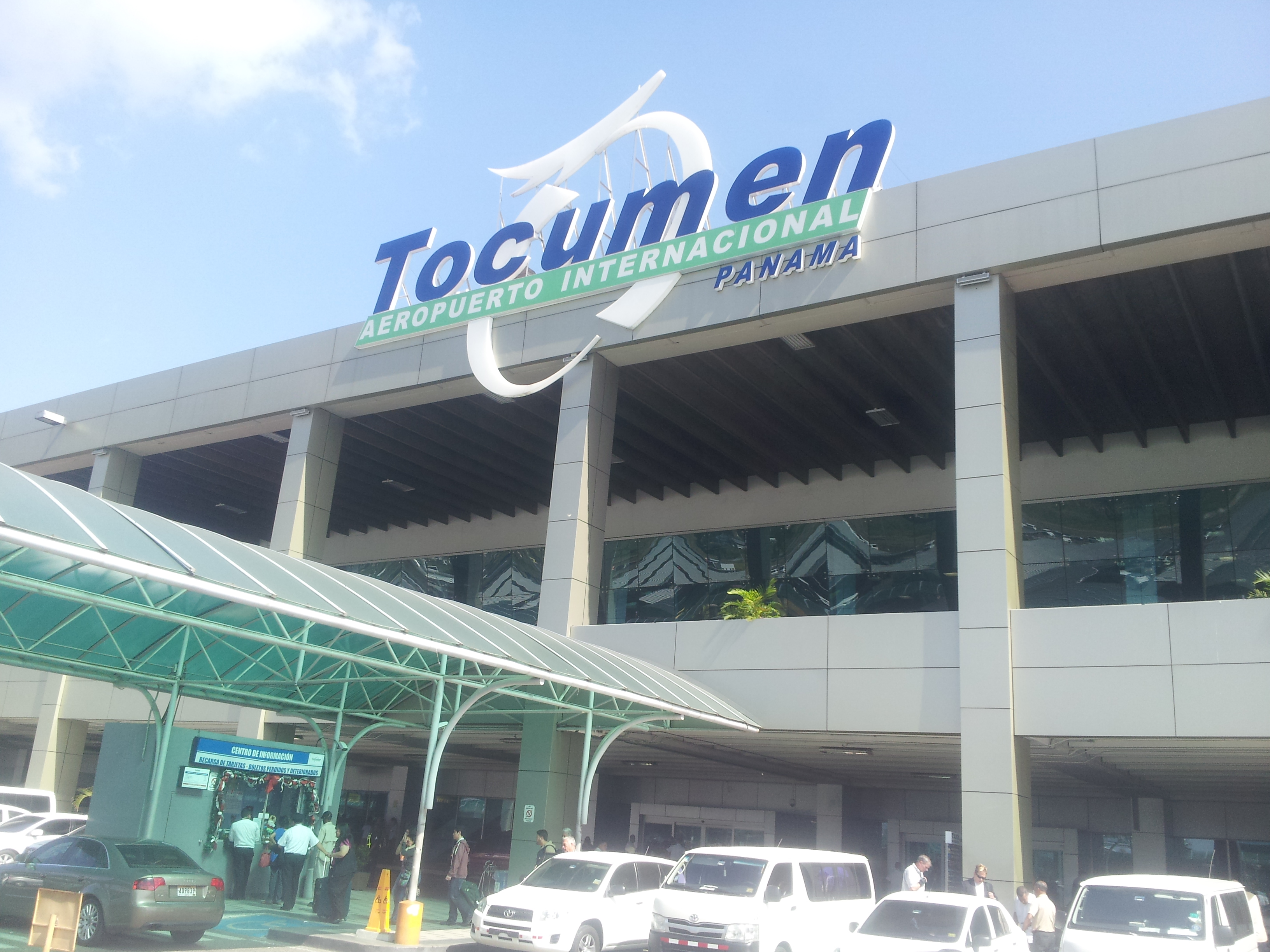
Entrada principal de la Terminal 1 de Tocumen

### Fase 1

#### Expansión de la terminal de pasajeros
La terminal principal de pasajeros fue expandida unos 20,830 metros cuadrados y costó aproximadamente US$ 21 millones. Permitió la construcción de nuevas puertas de embarque para permitir mayores vuelos desde y hacia Panamá, y además la expansión de las áreas comerciales y de circulación interna.
La administración adquirió 22 nuevos puentes de embarque que reemplazaron los anteriores 14. Además incluyó 6 posiciones remotas, que permitieron al Aeropuerto Internacional de Tocumen tener 28 puestos de embarque. Las nuevas instalaciones fueron inauguradas en el 2006.

#### Equipamiento
Otro proyecto de modernización incluyó nuevo equipamiento para dar servicio y soporte a las aéreas del aeropuerto. Estos incluyeron los nuevos puentes de embarque ya mencionados, además de nuevos elevadores, nuevo sistema de administración de equipajes, nuevos sistemas de información de vuelos y el reemplazo de los aires acondicionados.

#### Renovación de la terminal de carga
La remodelación de la terminal principal del viejo Aeropuerto Internacional de Tocumen, construido en 1947, y utilizado en la actualidad como terminal de cargas, fue otro proyecto para la modernización del aeropuerto. Incluyó el rediseño del edificio central y la construcción de nuevos edificios para las compañías de cargas, entre otras mejoras.

### Fase 2

#### Muelle Norte
La segunda fase de ampliación del Aeropuerto Internacional de Tocumen contempló la construcción de 12 nuevas posiciones para aeronaves a un costo de US$ 60 millones.
El muelle tiene 12 puertos que se atienden simultáneamente a igual número de aeronaves, lo que sumado a las 22 existentes hacen un total de 34, más seis remotas. 
Las nuevas instalaciones incluyen el muelle norte, plataformas, calles de rodaje, accesos, una nueva vía directa a la terminal de carga y el edificio de la administración del aeropuerto.
El nuevo muelle está conectado con la terminal de pasajeros existente por el extremo noroccidental del mismo y cuenta con 10 aceras móviles para pasajeros y 1400 metros cuadrados de áreas comerciales.
También se amplió el sistema de administración de equipaje de entrada, salida y en tránsito para un mejor servicio a los pasajeros. Todas estas mejoras permitieron además, las adecuaciones necesarias para permitir el aterrizaje del avión más grande del mundo el Airbus A380.
La capacidad del aeropuerto pasó de los 5 millones de pasajeros al año a 13 millones de pasajeros.

### Fase 3

#### Terminal 2

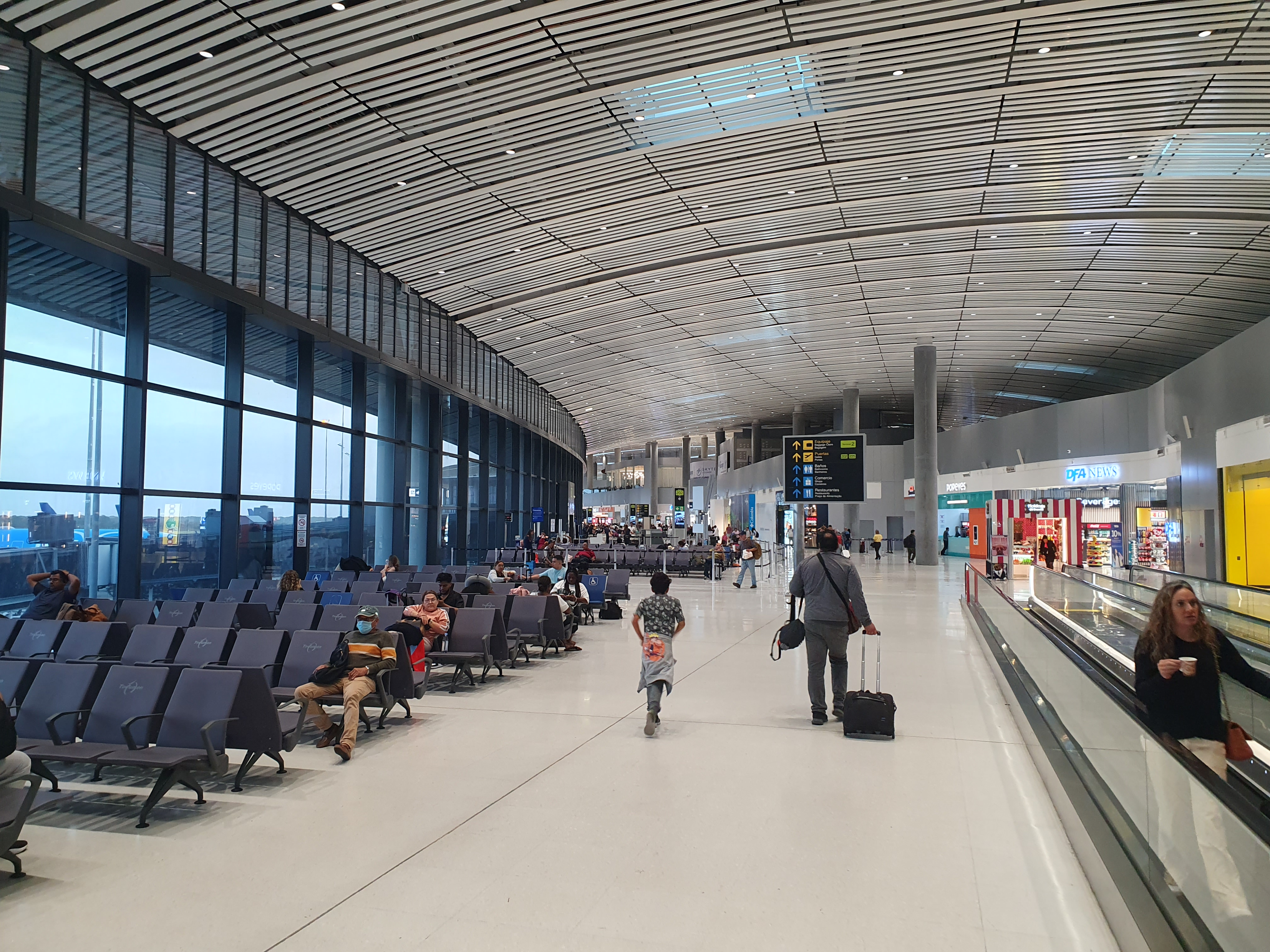
Salas de embarque del terminal 2 del aeropuerto

La Terminal Sur, conocida como Terminal 2, se licitó en el primer semestre de 2012 y el concurso fue ganado por la empresa Odebrecht. Se trata de una inversión de US$780 millones, que incluye 20 puertas de embarque adicionales, y 8 posiciones remotas. Serán 85000 m² de construcción y 8000m² de área comercial.
Incluye la construcción de una tercera pista de aterrizaje, una nueva terminal, cientos de estacionamientos, desvío del río Tocumen, un nuevo acceso de 4 carriles directo a la terminal.
Actualmente la Terminal Sur fue inaugurada formalmente en junio del año 2022.
La construcción de la Terminal 2 incluye una nueva torre de control, esta torre de control será construida una vez se tenga definida la ubicación de la tercera pista.
Sin embargo, según la evaluación preliminar, en la nueva Terminal 2, será necesario construir una nueva torre de control con una altura de 70 metros, que de acuerdo a las exigencias de la Organización Civil Internacional (OACI) ente que regula esta materia, tendrá la capacidad de controlar de forma efectiva y segura, las pistas de aterrizaje existentes y el estacionamiento de las aeronaves, hasta las posiciones finales.

## Conexión con la ciudad
El Aeropuerto Internacional de Tocumen se conecta con la Ciudad de Panamá por dos formas, la primera es por carretera libre a través de la Vía Domingo Díaz y la otra que conecta directamente con el Centro Financiero Internacional (centro de la ciudad) es de cuota Corredor Sur.

### Metrobús
Actualmente el Aeropuerto Internacional de Tocumen, más específicamente la Terminal 1 forman parte la red de Metrobús de la Ciudad de Panamá mediante la ruta E489.

### Metro
Desde el 15 de marzo del 2023, la Línea 2 del Metro de Panamá ha sido conectada con el Aeropuerto Internacional de Tocúmen, dicha extensión conecta con el centro de la ciudad y con la Línea 1.

## Destinos

### Destinos por aerolíneas
| Destinos por aerolínea                       | Destinos por aerolínea | Destinos por aerolínea | Destinos por aerolínea |
| Aerolíneas                                   | Ciudades | Alianza                |                        |
| -------------------------------------------- | --- | ---------------------- | ---------------------- |
| Aeroméxico 1 destino                         | Internacional: (1) Ciudad de México | SkyTeam                |                        |
| Air Europa 1 destino                         | Internacional: (1) Madrid | SkyTeam                |                        |
| Air France 1 destino                         | Internacional: (1) París | SkyTeam                |                        |
| American Airlines 1 destino                  | Internacional: (1) Miami | Oneworld               |                        |
| Avianca 2 destinos                           | Internacionales: (2) Bogotá / Medellín (Finaliza 31 de agosto del 2025) | Star Alliance          |                        |
| Avianca Costa Rica 1 destino                 | Internacional: (1) San José de Costa Rica | Star Alliance          |                        |
| Avianca Ecuador 1 destino                    | Internacional: (1) Bogotá | Star Alliance          |                        |
| Avianca El Salvador 1 destino                | Internacional: (1) San Salvador | Star Alliance          |                        |
| Cayman Airways 1 destino                     | Internacional: (1) Gran Caimán | N/A                    |                        |
| Condor 1 destino                             | Internacional: (1) Fráncfort | N/A                    |                        |

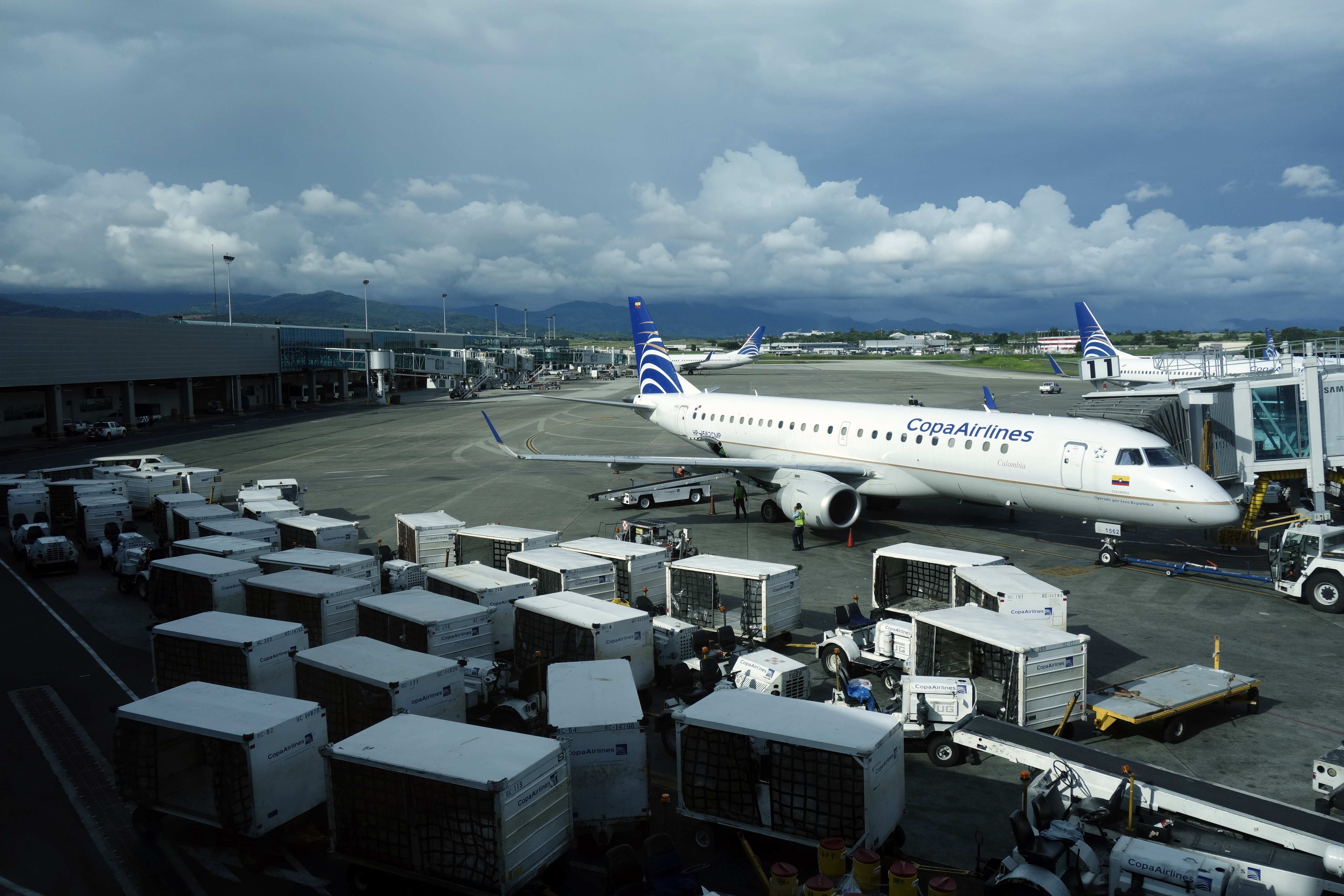
Aviones de Copa Airlines en el muelle norte del aeropuerto.

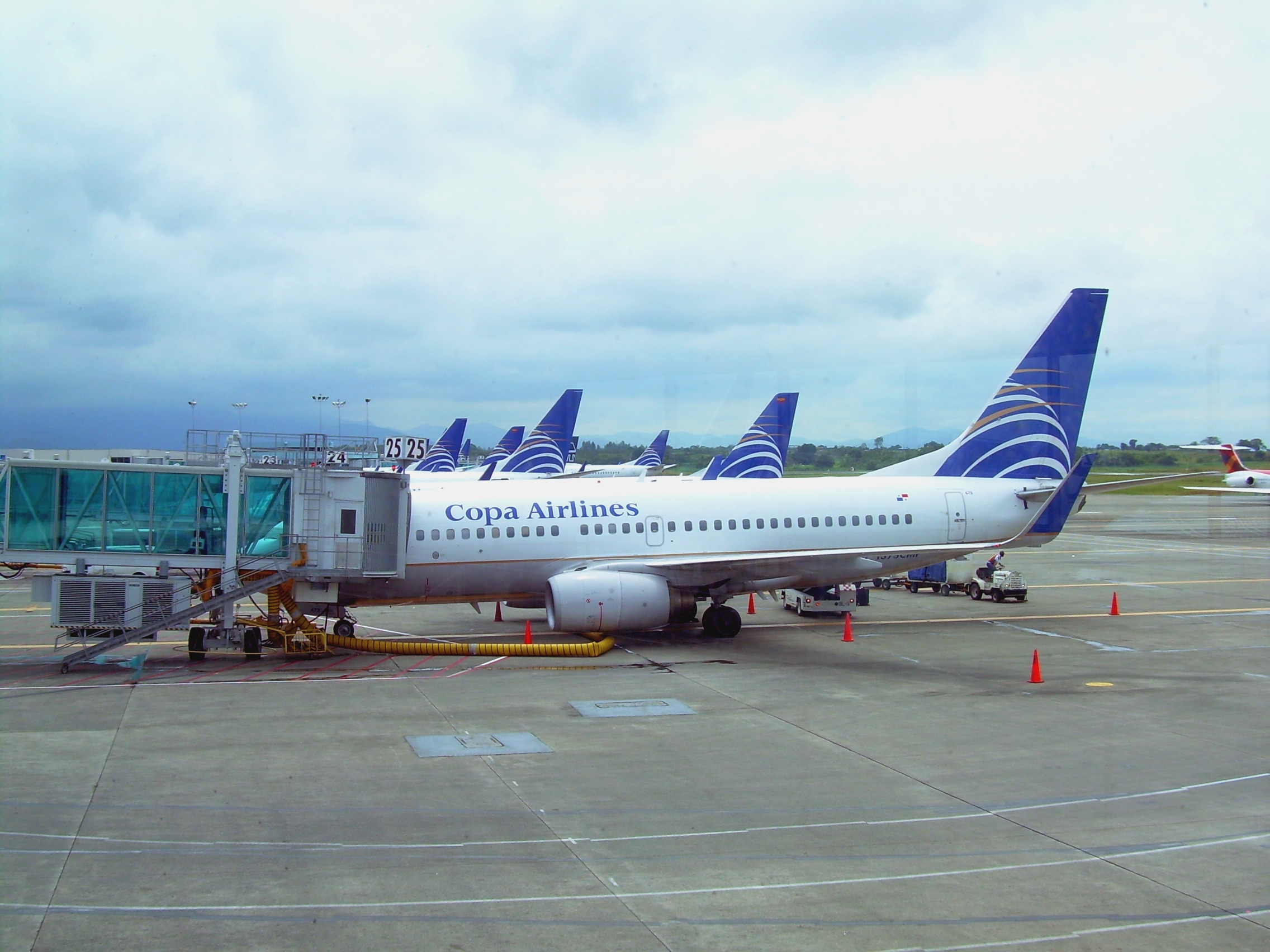
Aviones de Copa Airlines estacionados en el exterior del aeropuerto.

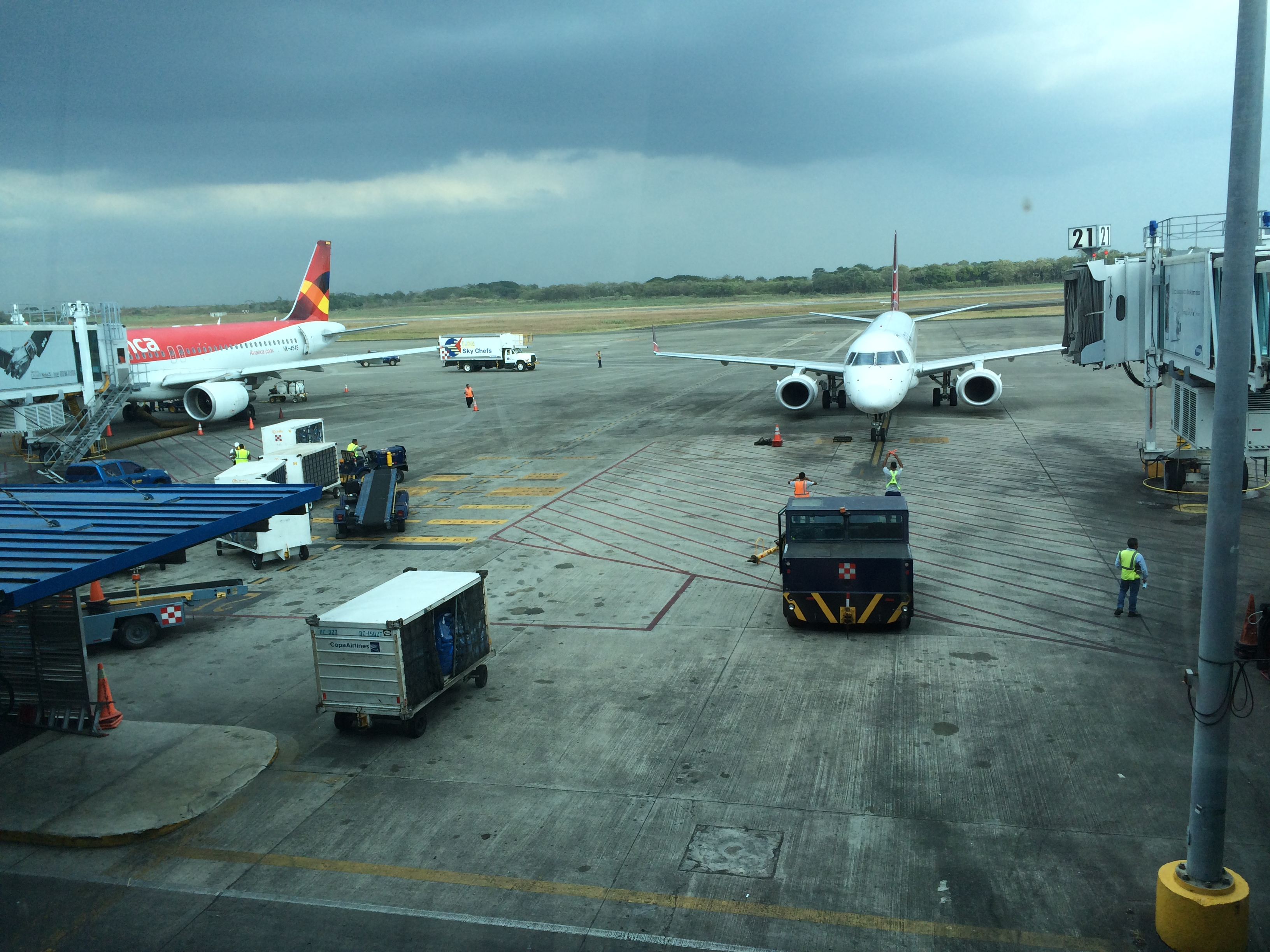
Aviones de Avianca y TACA.

| Copa Airlines 85 destinos                    | Nacional: (1) David Internacionales: (84) Asunción, Atlanta, Austin, Baltimore, Barranquilla, Brasilia, Belo Horizonte, Bogotá, Boston, Bridgetown, Bucaramanga, Buenos Aires, Cali, Cancún, Caracas, Cartagena de Indias, Chicago, Chiclayo, Ciudad de Belice, Ciudad de Guatemala, Ciudad de México, Córdoba, Cúcuta, Denver Florianópolis, Fort Lauderdale, Georgetown, Guadalajara, Guayaquil, Kingston, La Habana, Las Vegas, Lima, Los Ángeles, Managua, Manaos, Manta, Medellín, Mendoza, Miami, Montego Bay, Monterrey, Montevideo, Montreal, Nasáu, Nueva York, Oranjestad, Orlando, Paramaribo, Pereira, Philipsburg, Porto Alegre, Puerto España, Puerto Plata (Inicia 15 de enero del 2026), Punta Cana, Quito, Raleigh-Durham, Río de Janeiro, Rosario, Salta (Inicia 23 de septiembre del 2025), Salvador de Bahía (Inicia 7 de enero del 2026), San Andrés, San Diego, San Francisco, San José de Costa Rica, San José del Cabo (Inicia 4 de diciembre del 2025), San Juan, San Pedro Sula, San Salvador, Santa Clara, Santa Cruz de la Sierra, Santa Marta, Santiago de Chile, Santiago de los Caballeros (Inicia 15 de enero del 2026), Santo Domingo, São Paulo, Tampa, Tegucigalpa/Comayagua, Toronto, Tucumán (Inicia 24 de septiembre de 2025), Washington D. C., Willemstad | Star Alliance          |                        |
| Delta Air Lines 1 destino                    | Internacional: (1) Atlanta | SkyTeam                |                        |
| Estelar Latinoamérica                        | Internacional: (1) Caracas | N/A                    |                        |
| Iberia 1 destino                             | Internacional: (1) Madrid | Oneworld               |                        |
| KLM 1 destino                                | Internacional: (1) Ámsterdam | SkyTeam                |                        |
| Sunrise Airways 1 destino                    | Internacional: (1) Puerto Príncipe | N/A                    |                        |
| Turkish Airlines 1 destino                   | Internacional: (1) Estambul | Star Alliance          |                        |
| United Airlines 3 destinos                   | Internacionales: (3) Houston / Newark / San Francisco | Star Alliance          |                        |
| WestJet 1 destino                            | Internacional: (1) Estacional: Calgary (inicia 13 de diciembre de 2025) | N/A                    |                        |
| Total: 97 destinos, 40 países, 23 aerolíneas | |                        |                        |

### Destino nacional
| Ciudades | Nombre del aeropuerto                  | Aerolíneas    | Aeronaves  | Frecuencias semanales |
| -------- | -------------------------------------- | ------------- | ---------- | --------------------- |
| David    | Aeropuerto Internacional Enrique Malek | Copa Airlines | B73G, B738 | 21                    |

### Destinos internacionales
| Ciudades por países                            | Nombre del aeropuerto                                    | Aerolíneas                                               | Aeronaves                                  | Frecuencias semanales                          |
| Norteamérica                                   | Norteamérica                                             | Norteamérica                                             | Norteamérica                               | Norteamérica                                   |
| ---------------------------------------------- | -------------------------------------------------------- | -------------------------------------------------------- | ------------------------------------------ | ---------------------------------------------- |
| Canadá (3 destinos, 2 aerolíneas)              |                                                          |                                                          |                                            |                                                |
| Calgary                                        | Aeropuerto Internacional de Calgary                      | WestJet (Estacional) (inicia 13 de diciembre de 2025)    | B38M                                       | 4                                              |
| Toronto                                        | Aeropuerto Internacional Toronto Pearson                 | Copa Airlines                                            | B738, B39M                                 | 7                                              |
| Montreal                                       | Aeropuerto Internacional Pierre Elliott Trudeau          | Copa Airlines                                            | B738, B39M                                 | 7                                              |
| Estados Unidos (19 destinos, 6 aerolíneas)     |                                                          |                                                          |                                            |                                                |
| Atlanta                                        | Aeropuerto Internacional Hartsfield-Jackson              | Copa Airlines / Delta Air Lines                          | B738 / B738, B739                          | 12                                             |
| Austin                                         | Aeropuerto Internacional de Austin-Bergstrom             | Copa Airlines                                            | B738, B39M                                 | 5                                              |
| Baltimore                                      | Aeropuerto Internacional de Baltimore-Washington         | Copa Airlines                                            | B738, B39M                                 | 4                                              |
| Boston                                         | Aeropuerto Internacional Logan                           | Copa Airlines                                            | B738                                       | 8                                              |
| Chicago                                        | Aeropuerto Internacional Chicago-O'Hare                  | Copa Airlines                                            | B738                                       | 10                                             |
| Denver                                         | Aeropuerto Internacional de Denver                       | Copa Airlines                                            | B738, B39M                                 | 6                                              |
| Fort Lauderdale                                | Aeropuerto Internacional Fort Lauderdale-Hollywood       | Copa Airlines                                            | B738                                       | 5                                              |
| Houston                                        | Aeropuerto Intercontinental George Bush                  | United Airlines                                          | B738, B739                                 | 28                                             |
| Las Vegas                                      | Aeropuerto Internacional Harry Reid                      | Copa Airlines                                            | B738                                       | 5                                              |
| Los Ángeles                                    | Aeropuerto Internacional de Los Ángeles                  | Copa Airlines                                            | B39M                                       | 24                                             |
| Miami                                          | Aeropuerto Internacional de Miami                        | American Airlines / Copa Airlines                        | B738, A319, A321 / B738, B39M              | 55                                             |
| Newark                                         | Aeropuerto Internacional Libertad de Newark              | United Airlines                                          | B738, B739                                 | 21                                             |
| Nueva York                                     | Aeropuerto Internacional John F. Kennedy                 | Copa Airlines                                            | B738                                       | 21                                             |
| Orlando                                        | Aeropuerto Internacional de Orlando                      | Copa Airlines                                            | B738, B39M                                 | 38                                             |
| Raleigh-Durham                                 | Aeropuerto Internacional de Raleigh-Durham               | Copa Airlines                                            | B738                                       | 4                                              |
| San Diego                                      | Aeropuerto Internacional de San Diego                    | Copa Airlines                                            | B39M                                       | 4                                              |
| San Francisco                                  | Aeropuerto Internacional de San Francisco                | Copa Airlines / United Airlines                          | B39M / B38M                                | 14                                             |
| Tampa                                          | Aeropuerto Internacional de Tampa                        | Copa Airlines                                            | B73G, B738                                 | 10                                             |
| Washington D. C.                               | Aeropuerto Internacional Washington-Dulles               | Copa Airlines                                            | B738                                       | 21                                             |
| México (5 destinos, 2 aerolíneas)              |                                                          |                                                          |                                            |                                                |
| Cancún                                         | Aeropuerto Internacional de Cancún                       | Copa Airlines                                            | B738, B39M                                 | 56                                             |
| Ciudad de México                               | Aeropuerto Internacional de la Ciudad de México          | Aeroméxico / Copa Airlines                               | B38M / B738, B39M                          | 42                                             |
| Guadalajara                                    | Aeropuerto Internacional de Guadalajara                  | Copa Airlines                                            | B73G, B738                                 | 5                                              |
| Monterrey                                      | Aeropuerto Internacional de Monterrey                    | Copa Airlines                                            | B73G, B738                                 | 4                                              |
| San José del Cabo                              | Aeropuerto Internacional de Los Cabos                    | Copa Airlines (Inicia 4 de diciembre del 2025)           | B738                                       | 3                                              |
| Centroamérica y El Caribe                      |                                                          |                                                          |                                            |                                                |
| Aruba (1 destino, 1 aerolínea)                 |                                                          |                                                          |                                            |                                                |
| Oranjestad                                     | Aeropuerto Internacional Reina Beatrix                   | Copa Airlines                                            | B73G, B738 B39M                            | 12                                             |
| Bahamas (1 destino, 1 aerolínea)               |                                                          |                                                          |                                            |                                                |
| Nasáu                                          | Aeropuerto Internacional Lynden Pindling                 | Copa Airlines                                            | B73G, B738                                 | 4                                              |
| Barbados (1 destino, 1 aerolínea)              |                                                          |                                                          |                                            |                                                |
| Bridgetown                                     | Aeropuerto Internacional Grantley Adams                  | Copa Airlines                                            | B738                                       | 4                                              |
| Belice (1 destino, 1 aerolínea)                |                                                          |                                                          |                                            |                                                |
| Ciudad de Belice                               | Aeropuerto Internacional Philip S. W. Goldson            | Copa Airlines                                            | B73G, B738                                 | 2                                              |
| Costa Rica (1 destino, 2 aerolíneas)           |                                                          |                                                          |                                            |                                                |
| San José                                       | Aeropuerto Internacional Juan Santamaría                 | Avianca Costa Rica / Copa Airlines                       | A320 / B73G, B738, B39M                    | 65                                             |
| Cuba (2 destinos, 1 aerolínea)                 |                                                          |                                                          |                                            |                                                |
| La Habana                                      | Aeropuerto Internacional José Martí                      | Copa Airlines                                            | B738, B39M                                 | 24                                             |
| Santa Clara                                    | Aeropuerto Internacional Abel Santamaría                 | Copa Airlines                                            | B738                                       | 2                                              |
| Curazao (1 destino, 1 aerolínea)               |                                                          |                                                          |                                            |                                                |
| Willemstad                                     | Aeropuerto Internacional Hato                            | Copa Airlines                                            | B73G, B738                                 | 10                                             |
| El Salvador (1 destino, 2 aerolíneas)          |                                                          |                                                          |                                            |                                                |
| San Salvador                                   | Aeropuerto Internacional de El Salvador                  | Avianca El Salvador / Copa Airlines                      | A320, A20N / B73G, B738                    | 21                                             |
| Guatemala (1 destino, 1 aerolínea)             |                                                          |                                                          |                                            |                                                |
| Ciudad de Guatemala                            | Aeropuerto Internacional La Aurora                       | Copa Airlines                                            | B73G, B738                                 | 32                                             |
| Haití (1 destino, 1 aerolínea)                 |                                                          |                                                          |                                            |                                                |
| Puerto Príncipe                                | Aeropuerto Internacional Toussaint Louverture            | Sunrise Airways                                          | E145                                       | 2                                              |
| Honduras (2 destinos, 1 aerolínea)             |                                                          |                                                          |                                            |                                                |
| San Pedro Sula                                 | Aeropuerto Internacional Ramón Villeda Morales           | Copa Airlines                                            | B73G, B738                                 | 9                                              |
| Tegucigalpa/Comayagua                          | Aeropuerto Internacional de Palmerola                    | Copa Airlines                                            | B738                                       | 12                                             |
| Islas Caimán (1 destino, 1 aerolínea)          |                                                          |                                                          |                                            |                                                |
| Gran Caimán                                    | Aeropuerto Internacional Owen Roberts                    | Cayman Airways                                           | B38M                                       | 2                                              |
| Jamaica (2 destinos, 1 aerolínea)              |                                                          |                                                          |                                            |                                                |
| Kingston                                       | Aeropuerto Internacional Norman Manley                   | Copa Airlines                                            | B73G, B738                                 | 5                                              |
| Montego Bay                                    | Aeropuerto Internacional Sangster                        | Copa Airlines                                            | B73G, B738                                 | 5                                              |
| Nicaragua (1 destino, 1 aerolínea)             |                                                          |                                                          |                                            |                                                |
| Managua                                        | Aeropuerto Internacional Augusto C. Sandino              | Copa Airlines (non-stop o vía SJO)                       | B738                                       | 11                                             |
| Puerto Rico (1 destino, 1 aerolínea)           |                                                          |                                                          |                                            |                                                |
| San Juan                                       | Aeropuerto Internacional Luis Muñoz Marín                | Copa Airlines                                            | B738                                       | 14                                             |
| República Dominicana (4 destinos, 1 aerolínea) |                                                          |                                                          |                                            |                                                |
| Puerto Plata                                   | Aeropuerto Internacional Gregorio Luperón                | Copa Airlines (Inicia 13 de enero del 2026)              | B738                                       | 3                                              |
| Punta Cana                                     | Aeropuerto Internacional de Punta Cana                   | Copa Airlines                                            | B73G,B738, B39M                            | 51                                             |
| Santiago de los Caballeros                     | Aeropuerto Internacional del Cibao                       | Copa Airlines (Inicia 15 de enero del 2026)              | B738                                       | 3                                              |
| Santo Domingo                                  | Aeropuerto Internacional de Las Américas                 | Copa Airlines                                            | B738, B39M                                 | 32                                             |
| San Martín (1 destino, 1 aerolínea)            |                                                          |                                                          |                                            |                                                |
| Philipsburg                                    | Aeropuerto Internacional Princesa Juliana                | Copa Airlines                                            | B73G, B738                                 | 4                                              |
| Trinidad y Tobago (1 destino, 1 aerolínea)     |                                                          |                                                          |                                            |                                                |
| Puerto España                                  | Aeropuerto Internacional de Piarco                       | Copa Airlines                                            | B73G, B738                                 | 7                                              |
| Suramérica                                     |                                                          |                                                          |                                            |                                                |
| Argentina (6 destinos, 1 aerolínea)            |                                                          |                                                          |                                            |                                                |
| Buenos Aires                                   | Aeropuerto Internacional Ministro Pistarini              | Copa Airlines                                            | B738, B39M                                 | 31                                             |
| Córdoba                                        | Aeropuerto Internacional Ingeniero Ambrosio Taravella    | Copa Airlines                                            | B738, B39M                                 | 14                                             |
| Mendoza                                        | Aeropuerto Internacional El Plumerillo                   | Copa Airlines                                            | B738                                       | 7                                              |
| Rosario                                        | Aeropuerto Internacional Rosario Islas Malvinas          | Copa Airlines                                            | B738, B39M                                 | 10                                             |
| Salta                                          | Aeropuerto Internacional Martín Miguel de Güemes         | Copa Airlines (Inicia 23 de septiembre del 2025)         | B738                                       | 3                                              |
| Tucumán                                        | Aeropuerto Internacional Teniente Benjamín Matienzo      | Copa Airlines (Inicia 24 de septiembre del 2025)         | B738                                       | 3                                              |
| Bolivia (1 destino, 1 aerolínea)               |                                                          |                                                          |                                            |                                                |
| Santa Cruz de la Sierra                        | Aeropuerto Internacional Viru Viru                       | Copa Airlines / Boliviana de Aviación (Inicia en 2026)   | B738 / B738                                | 11                                             |
| Brasil (8 destinos, 1 aerolínea)               |                                                          |                                                          |                                            |                                                |
| Belo Horizonte                                 | Aeropuerto Internacional Tancredo Neves                  | Copa Airlines                                            | B738                                       | 10                                             |
| Brasilia                                       | Aeropuerto Internacional Presidente Juscelino Kubitschek | Copa Airlines                                            | B738                                       | 10                                             |
| Florianópolis                                  | Aeropuerto Internacional Hercílio Luz                    | Copa Airlines                                            | B738, B39M                                 | 4                                              |
| Manaos                                         | Aeropuerto Internacional Eduardo Gomes                   | Copa Airlines                                            | B73G, B738                                 | 6                                              |
| Porto Alegre                                   | Aeropuerto Internacional Salgado Filho                   | Copa Airlines                                            | B39M                                       | 7                                              |
| Río de Janeiro                                 | Aeropuerto Internacional de Galeão                       | Copa Airlines                                            | B738, B39M                                 | 17                                             |
| São Paulo                                      | Aeropuerto Internacional de São Paulo-Guarulhos          | Copa Airlines                                            | B738, B39M                                 | 38                                             |
| Salvador de Bahía                              | Aeropuerto Internacional de Salvador                     | Copa Airlines (Inicia 7 de enero del 2026)               | B738                                       | 4                                              |
| Chile (1 destino, 1 aerolínea)                 |                                                          |                                                          |                                            |                                                |
| Santiago de Chile                              | Aeropuerto Internacional Arturo Merino Benítez           | Copa Airlines                                            | B738, B39M                                 | 37                                             |
| Colombia (10 destinos, 3 aerolíneas)           |                                                          |                                                          |                                            |                                                |
| Barranquilla                                   | Aeropuerto Internacional Ernesto Cortissoz               | Copa Airlines                                            | B73G, B738                                 | 14                                             |
| Bogotá                                         | Aeropuerto Internacional El Dorado                       | Avianca / Avianca Ecuador / Copa Airlines                | A320, A20N / A319, A320 / B73G, B738, B39M | 82                                             |
| Bucaramanga                                    | Aeropuerto Internacional Palonegro                       | Copa Airlines                                            | B73G, B738                                 | 4                                              |
| Cali                                           | Aeropuerto Internacional Alfonso Bonilla Aragón          | Copa Airlines                                            | B73G, B738, B39M                           | 26                                             |
| Cartagena de Indias                            | Aeropuerto Internacional Rafael Núñez                    | Copa Airlines                                            | B73G, B738                                 | 28                                             |
| Cúcuta                                         | Aeropuerto Internacional Camilo Daza                     | Copa Airlines                                            | B73G, B738                                 | 7                                              |
| Medellín                                       | Aeropuerto Internacional José María Córdova              | Avianca (Finaliza 31 de agosto del 2025) / Copa Airlines | A320 / B73G, B738, B39M                    | 63                                             |
| Pereira                                        | Aeropuerto Internacional Matecaña                        | Copa Airlines                                            | B73G, B738                                 | 12                                             |
| San Andrés                                     | Aeropuerto Internacional Gustavo Rojas Pinilla           | Copa Airlines                                            | B738                                       | 4                                              |
| Santa Marta                                    | Aeropuerto Internacional Simón Bolívar                   | Copa Airlines                                            | B73G, B738                                 | 3                                              |
| Ecuador (3 destinos, 1 aerolínea)              |                                                          |                                                          |                                            |                                                |
| Guayaquil                                      | Aeropuerto Internacional José Joaquín de Olmedo          | Copa Airlines                                            | B738, B39M                                 | 35                                             |
| Manta                                          | Aeropuerto Internacional Eloy Alfaro                     | Copa Airlines                                            | B73G, B738                                 | 4                                              |
| Quito                                          | Aeropuerto Internacional Mariscal Sucre                  | Copa Airlines                                            | B738, B39M                                 | 28                                             |
| Guyana (1 destino, 1 aerolínea)                |                                                          |                                                          |                                            |                                                |
| Georgetown                                     | Aeropuerto Internacional Cheddi Jagan                    | Copa Airlines                                            | B738                                       | 7                                              |
| Paraguay (1 destino, 1 aerolínea)              |                                                          |                                                          |                                            |                                                |
| Asunción                                       | Aeropuerto Internacional Silvio Pettirossi               | Copa Airlines                                            | B738                                       | 14                                             |
| Perú (2 destinos, 1 aerolínea)                 |                                                          |                                                          |                                            |                                                |
| Chiclayo                                       | Aeropuerto Internacional Capitán FAP José A. Quiñones    | Copa Airlines                                            | B73G, B738                                 | 2                                              |
| Lima                                           | Aeropuerto Internacional Jorge Chávez                    | Copa Airlines                                            | B738                                       | 56                                             |
| Surinam (1 destino, 1 aerolínea)               |                                                          |                                                          |                                            |                                                |
| Paramaribo                                     | Aeropuerto Internacional Johan Adolf Pengel              | Copa Airlines                                            | B738                                       | 4                                              |
| Uruguay (1 destino, 1 aerolínea)               |                                                          |                                                          |                                            |                                                |
| Montevideo                                     | Aeropuerto Internacional de Carrasco                     | Copa Airlines                                            | B738, B39M                                 | 21                                             |
| Venezuela (1 destino, 2 aerolíneas)            |                                                          |                                                          |                                            |                                                |
| Caracas                                        | Aeropuerto Internacional de Maiquetía Simón Bolivar      | Copa Airlines / Estelar Latinoamérica                    | B738 / B734                                | 16 (17 a partir del 21 de septiembre del 2025) |
| Europa                                         |                                                          |                                                          |                                            |                                                |
| Alemania (1 destino, 1 aerolínea)              |                                                          |                                                          |                                            |                                                |
| Fráncfort                                      | Aeropuerto de Fráncfort del Meno                         | Condor                                                   | A339                                       | 2                                              |
| España (1 destino, 2 aerolíneas)               |                                                          |                                                          |                                            |                                                |
| Madrid                                         | Aeropuerto Adolfo Suárez Madrid-Barajas                  | Air Europa / Iberia                                      | B788, B789 / A332, A333                    | 14                                             |
| Francia (1 destino, 1 aerolínea)               |                                                          |                                                          |                                            |                                                |
| París                                          | Aeropuerto de París-Charles de Gaulle                    | Air France                                               | B789, B722, B77W                           | 7                                              |
| Países Bajos (1 destino, 1 aerolínea)          |                                                          |                                                          |                                            |                                                |
| Ámsterdam                                      | Aeropuerto de Ámsterdam-Schiphol                         | KLM                                                      | B772, B77W, B789, B78X                     | 7                                              |
| Turquía (1 destino, 1 aerolínea)               |                                                          |                                                          |                                            |                                                |
| Estambul                                       | Aeropuerto Internacional de Estambul                     | Turkish Airlines                                         | B789, A359                                 | 10                                             |
| Total: 93 destinos, 37 países, 18 aerolíneas   |                                                          |                                                          |                                            |                                                |

### Carga
Es hub para las aerolíneas cargueras DHL Aero Expreso, UniWorld Air Cargo, Copa Airlines Cargo y FedEx Express.
| Aerolíneas             | Destinos |
| ---------------------- | --- |
| ABX Air                | Miami, San José |
| Aerosucre              | Bogotá, David |
| AeroUnión              | Ciudad de México |
| Air Canada Cargo       | Bogotá, Toronto |
| Amerijet International | Managua, Miami |
| Avianca Cargo          | Bogotá, Miami |
| Cargojet Airways       | La Habana |
| Copa Airlines Cargo    | Bogotá, Caracas, Ciudad de Guatemala, Kingston, La Habana, Lima, Managua, Punta Cana, Quito, San José, San Juan, San Salvador, Santo Domingo |
| DHL Aero Expreso       | Bogotá, Caracas, Ciudad de Guatemala, Ciudad de México, Miami, Oranjestad, Quito, San José, San Juan, Santiago de Chile, Willemstad          |
| FedEx Express          | Memphis, San José, San Juan |
| LATAM Cargo Brasil     | Miami |
| LATAM Cargo Colombia   | Bogotá, Managua, Miami |
| Mas Air                | Ciudad de México, Guadalajara, Miami |
| Qatar Airways Cargo    | Dallas–Fort Worth, Lieja, Quito, Santiago de Chile                                                                                           |
| Transcarga Airways     | Bogotá, Caracas, Las Piedras, Valencia |
| UPS Airlines           | Louisville, Managua, Miami, Quito |
| Vensecar Internacional | Caracas |
| Uni World Air Cargo    | Bogotá, Caracas, David, Las Piedras, Maracaibo, Miami,                                                                                       |
| 21 Air                 | Miami |

### Destinos Suspendidos
Aerolíneas extintas
- ACES (Bogotá)
- Aerocondor (Bogotá)
- AeroContinente (Lima)
- AeroPerú (Lima)
- AeroSur (Santa Cruz de la Sierra)
- AIRES (Bogotá)
- Air Madrid (Madrid)
- Air Panama Internacional (Bogotá, Buenos Aires, Caracas, Ciudad de México, Guayaquil, Lima, Los Ángeles, Miami, Nueva York, Río de Janeiro-Galeão, Santiago de Chile)
- Avensa (Caracas)
- BOAC (Londres-Heathrow)
- Braniff International (Houston, Miami)
- CanJet (Montreal) (Chárter)
- Continental Airlines (Houston, Newark) Se fusionó con United Airlines, la cual continúa operando ambas rutas.
- Dominicana de Aviación (Santo Domingo)
- Eastern Air Lines (Miami)
- Ecuatoriana de Aviación (Guayaquil, Quito)
- Intercontinental de Aviación (Bogotá)
- Mexicana de Aviación (Ciudad de México)
- Ladeco (Santiago de Chile)
- LAN Chile (Santiago de Chile)
- Lauda Air Italy (Milán) (Chárter)
- Lloyd Aéreo Boliviano (La Paz, Miami, Santa Cruz de la Sierra)
- LAP (Asunción)
- PAISA Airlines (Barranquilla, Bridgetown, Caracas, Maracaibo, Puerto España, San José)
- Pan Am (Miami, Nueva York)
- Saeta (Guayaquil, Quito)
- SAHSA (San Andrés, Tegucigalpa)
- SAM (Medellín)
- TAME (Guayaquil, Quito)[4]
- US Airways (Fort Lauderdale)
- Varig (Río de Janeiro-Galeão)
- Viasa (Caracas)
- West Caribbean Airways (Medellín, San Andrés)

Aerolíneas operativas
- Aeroflot (La Habana, Moscú-Sheremétievo)
- Aerolíneas Argentinas (Buenos Aires-Ezeiza, Ciudad de México)
- Aeroméxico Connect (Ciudad de México)
- Air Canada Rouge (Toronto) Transfirieron la ruta a Air Canada
- Air Caraïbes (Fort-de-France, Pointe-à-Pitre, San José)
- Air China (Houston, Pekín)
- Air Transat (Montreal, Toronto) Trasladaron sus operaciones al Aeropuerto Internacional Scarlett Martínez de Río Hato
- American Airlines (Dallas)
- Aruba Airlines (Oranjestad)
- Avianca Costa Rica (San José)
- Avior Airlines (Caracas, Valencia)[5]
- British Airways (Londres-Heathrow)
- Condor Flugdienst (Fráncfort)
- Copa Airlines (Campinas, Fortaleza, Holguín, Iquitos,  Liberia, Nueva Orleans, Quito (operaciones trasladadas al actual Aeropuerto Internacional Mariscal Sucre),  Puebla,  Puerto Príncipe,  Puerto Vallarta, Recife, Salta, San Salvador de Bahía, Tegucigalpa-Toncontín (operaciones trasladadas al Tegucigalpa-Comayagua),  Villahermosa)
- Copa Airlines Colombia (Barranquilla, Bogotá, Bucaramanga, Cali, Cancún, Cartagena de Indias, Ciudad de Guatemala, Guayaquil, La Habana, Liberia, Oranjestad, Pereira, Puerto España, Punta Cana, Quito, San Andrés, San José de Costa Rica, San Pedro Sula, San Salvador, Santiago de los Caballeros, Santo Domingo)
- Cubana de Aviación (La Habana)
- Delta Air Lines (Los Ángeles, Nueva York-JFK,  Orlando)
- Eurowings Discover (Fráncfort)
- Estelar Latinoamérica (Caracas, Maracaibo)
- EVA Air (Los Ángeles, Taipéi)
- Finnair (Helsinki) (Chárter)
- Iberia (Miami)
- LASER Airlines (Caracas)
- LOT Polish Airlines (Varsovia) (Chárter)
- Lufthansa (Fráncfort)
- Spirit Airlines (Fort Lauderdale, Orlando)
- Sunwing Airlines (Toronto) Trasladaron sus operaciones al Aeropuerto Internacional Scarlett Martínez de Río Hato
- TAP Air Portugal (Lisboa)[6]
- Turkish Airlines (Estambul-Atatürk) Operaciones trasladad al Aeropuerto de Estambul
- United Airlines (Denver, Miami)

Aerolíneas de carga operativas
- Atlas Air
- Kalitta Air
- National Airlines
- Northern Air Cargo

## Estadísticas
Ver fuente y consulta Wikidata.
| Año  | Pasajeros  | % Incremento | Cargo    | % Incremento | Movimientos | % Incremento |
| ---- | ---------- | ------------ | -------- | ------------ | ----------- | ------------ |
| 2003 | 2,145,489  | 14,5%        | 85,508   | -            | 43.980      | -            |
| 2004 | 2,398,443  | 11.8%        | 96,215   | 12.5%        | 45.703      | 3.9%         |
| 2005 | 2,756,948  | 15%          | 103,132  | 19.6%        | 47,873      | 4.6%         |
| 2006 | 3,215,423  | 16,6%        | 82,186   | -20.3%       | 53,853      | 12.7%        |
| 2007 | 3,805,312  | 18.3%        | 82,463   | 0.3%         | 61,400      | 14.0%        |
| 2008 | 4,549,170  | 19.5%        | 86,588.8 | 4.8%         | 73,621      | 19.9%        |
| 2009 | 4,748,621  | 4.4%         | 83,513   | -3.8%        | 80,330      | 9.1%         |
| 2010 | 5,042,410  | 6.2%         | 98,565   | 18.0%        | 84,113      | 4.7%         |
| 2011 | 5,844,561  | 15.9%        | 110,946  | 12.6%        | 93,710      | 11.4%        |
| 2012 | 6,962,608  | 19.1%        | 116,332  | 4.9%         | 110,206     | 17.6%        |
| 2013 | 7,784,328  | 11.8%        | 110,186  | -5.3%        | 121,356     | 10.1%        |
| 2014 | 9,536,342  | 9.7%         | 110,789  | 0.5%         | 135,406     | 11.5%        |
| 2015 | 13,434,673 | 16.9%        | 141,406  | 0.8%         | 153,406     | 20.5%        |

## Incidentes
- El 25 de septiembre del 2022, el vuelo 135 de Copa Airlines, un Boeing 737-800NG operado por Copa Airlines, proveniente de Ciudad de México, se vio involucrado en un incidente al salirse de la pista durante su aterrizaje en Panamá. El vuelo transportaba 159 pasajeros y 7 tripulantes de los cuales no hubo heridos.[17]

## Aeropuertos cercanos
Los aeropuertos más cercanos son:
- Aeropuerto Internacional Marcos A. Gelabert (21 km)
- Aeropuerto Internacional Panamá Pacífico (28 km)
- Aeropuerto Internacional Enrique Adolfo Jiménez (61 km)
- Aeropuerto Internacional Scarlett Martínez (111 km)